# Bistum Bauchi
Das Bistum Bauchi (lat.: Dioecesis Bauchianus) ist eine in Nigeria gelegene römisch-katholische Diözese mit Sitz in Bauchi. 

## Geschichte
Das Bistum Bauchi wurde am 5. Juli 1996 durch Papst Johannes Paul II. mit der Apostolischen Konstitution Laudamus Dominum aus Gebietsabtretungen des Erzbistums Jos als Apostolisches Vikariat Bauchi errichtet. Das Apostolische Vikariat Bauchi wurde am 31. Dezember 2003 durch Johannes Paul II. mit der Apostolischen Konstitution Actuosae evangelizationis zum Bistum erhoben und dem Erzbistum Jos als Suffraganbistum unterstellt.

## Ordinarien

### Apostolische Vikare von Bauchi
- John Moore SMA, 1996–2003

### Bischöfe von Bauchi
- John Moore SMA, 2003–2010
- Malachy John Goltok, 2011–2015
- Hilary Nanman Dachelem CMF, seit 2017